# Championnat d'Andorre de football 2000-2001
Navigation
Saison précédente Saison suivante
La saison 2000-2001 de Divisió 1A est la sixième édition de la première division andorrane.
Lors de celle-ci, le Constelacio Esportiva ayant été rétrogradé en Segona Division, les huit meilleurs clubs andorrans restant se sont affrontés lors d'une série de matchs se déroulant sur toute l'année.
Les huit clubs participants à la première phase de championnat ont été confrontés à deux reprises aux sept autres. Pour la première fois de l'histoire de la compétition, les huit équipes ont participé à une seconde phase, les quatre premiers se sont affrontés deux fois de plus pour se disputer la victoire finale et les quatre derniers pour éviter la relégation.
C'est le FC Santa Coloma qui a été sacré champion d'Andorre pour la première fois de son histoire.
Lors de cette saison, deux places du championnat étaient qualificatives pour les compétitions européennes.

## Qualifications en coupe d'Europe
À l'issue de la saison, le champion s'est qualifié pour le tour de qualification de la Coupe UEFA 2001-2002.
Pour la première fois, le second du championnat était qualifié pour une coupe d'Europe et a ainsi participé à la Coupe Intertoto 2001.

## Les 8 clubs participants
| Club                     | Ville               |
| ------------------------ | ------------------- |
| Deportivo La Massana     | La Massana          |
| FC Encamp                | Encamp              |
| Sporting Club d'Escaldes | Escaldes-Engordany  |
| Inter Club d'Escaldes    | Escaldes-Engordany  |
| FC Lusitanos             | Andorre-la-Vieille  |
| CE Principat             | Andorre-la-Vieille  |
| FC Santa Coloma          | Andorre-la-Vieille  |
| UE Sant Julià            | Sant Julià de Lòria |

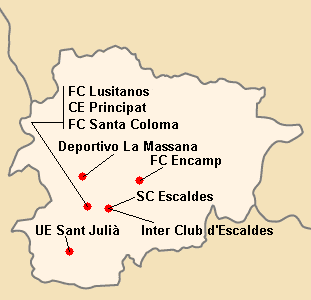
Localisation des clubs engagés dans le championnat.

En raison du peu de nombre de stades se trouvant sur le territoire d'Andorre, les matchs sont joués exclusivement à l'Estadi Nacional d'Aixovall d'une capacité de 1 500 places.

## Compétition

### Phase 1

#### Classement
Le classement est établi sur le barème de points classique (victoire à 3 points, match nul à 1, défaite à 0).
Pour départager les égalités, on tient d'abord compte de la différence de buts générale, puis du nombre de buts marqués, puis des confrontations directes et enfin si la qualification ou la relégation est en jeu, les deux équipes jouent une rencontre d'appui sur terrain neutre.
| Rang | Équipe                   | Pts | J  | G  | N | P | Bp | Bc | Diff |
| ---- | ------------------------ | --- | -- | -- | - | - | -- | -- | ---- |
| 1    | UE Sant Julià            | 36  | 14 | 12 | 0 | 2 | 47 | 16 | +31  |
| 2    | FC Santa Coloma C        | 31  | 14 | 9  | 4 | 1 | 29 | 14 | +15  |
| 3    | Inter Club d'Escaldes    | 19  | 14 | 5  | 4 | 5 | 25 | 22 | +3   |
| 4    | CE Principat             | 19  | 14 | 5  | 4 | 5 | 20 | 24 | -4   |
| 5    | FC Encamp                | 18  | 14 | 5  | 3 | 6 | 25 | 29 | -4   |
| 6    | FC Lusitanos P           | 12  | 14 | 3  | 3 | 8 | 21 | 37 | -16  |
| 7    | Deportivo La Massana P   | 11  | 14 | 2  | 5 | 7 | 17 | 30 | -13  |
| 8    | Sporting Club d'Escaldes | 8   | 14 | 1  | 5 | 8 | 21 | 33 | -12  |

| Légende : Qualifications et relégations | Légende : Qualifications et relégations                                                           |
| --------------------------------------- | ------------------------------------------------------------------------------------------------- |
|                                         | Qualifié pour le tour des champions                                                               |
|                                         | Qualifié pour le tour de relégation                                                               |
|                                         | T : Tenant du titre 1999-2000 P : Promu en 1999-2000 C : Vainqueur de la Coupe de la Constitution |

#### Matchs
| Résultats (▼dom., ►ext.)                                   | Dep | Enc | Esc | Int | Lus | Pri | FCSC | UESJ |
| Deportivo La Massana                                       |     | 3-2 | 3-3 | 1-1 | 1-2 | 0-3 | 1-1  | 1-2  |
| FC Encamp                                                  | 3-2 |     | 4-0 | 2-1 | 2-4 | 4-1 | 1-1  | 1-5  |
| Sporting Club d'Escaldes                                   | 2-2 | 5-1 |     | 2-2 | 2-3 | 1-2 | 0-3  | 1-2  |
| Inter Club d'Escaldes                                      | 3-0 | 0-0 | 2-1 |     | 4-2 | 1-1 | 1-2  | 0-2  |
| FC Lusitanos                                               | 0-0 | 1-3 | 1-1 | 2-3 |     | 2-2 | 2-5  | 0-3  |
| CE Principat                                               | 0-1 | 3-1 | 2-2 | 2-1 | 2-1 |     | 0-0  | 0-6  |
| FC Santa Coloma                                            | 1-0 | 0-0 | 3-1 | 1-4 | 5-1 | 1-0 |      | 5-3  |
| UE Sant Julià                                              | 7-2 | 3-1 | 3-0 | 4-2 | 4-0 | 3-2 | 0-1  |      |
| - Victoire à domicile - Match nul - Victoire à l'extérieur |     |     |     |     |     |     |      |      |

### Phase 2

#### Classements
Les classements sont établis sur le barème de points classique (victoire à 3 points, match nul à 1, défaite à 0).
Lors de cette deuxième phase, un nombre de point bonus en rapport avec les résultats de la première phase a été attribué à chaque participant.
Pour départager les égalités, on tient d'abord compte de la différence de buts générale, puis du nombre de buts marqués, puis des confrontations directes et enfin si la qualification ou la relégation est en jeu, les deux équipes jouent une rencontre d'appui sur terrain neutre.
| Rang | Équipe                | Pts | J | G | N | P | Bp | Bc | Diff |
| ---- | --------------------- | --- | - | - | - | - | -- | -- | ---- |
| 1    | FC Santa Coloma C     | 24  | 6 | 4 | 1 | 1 | 15 | 6  | +9   |
| 2    | UE Sant Julià         | 22  | 6 | 3 | 1 | 2 | 11 | 7  | +4   |
| 3    | Inter Club d'Escaldes | 12  | 6 | 1 | 2 | 3 | 5  | 11 | -6   |
| 4    | CE Principat          | 12  | 6 | 1 | 2 | 3 | 4  | 11 | -7   |

| Rang | Équipe                   | Pts | J | G | N | P | Bp | Bc | Diff |
| ---- | ------------------------ | --- | - | - | - | - | -- | -- | ---- |
| 5    | FC Lusitanos P           | 19  | 6 | 4 | 2 | 0 | 14 | 5  | +9   |
| 6    | Sporting Club d'Escaldes | 16  | 6 | 4 | 0 | 2 | 14 | 6  | +8   |
| 7    | FC Encamp                | 12  | 6 | 1 | 2 | 3 | 9  | 12 | -3   |
| 8    | Deportivo La Massana P   | 7   | 6 | 0 | 2 | 4 | 5  | 19 | -14  |

| Légende : Qualifications et relégations | Légende : Qualifications et relégations                                                           |
| --------------------------------------- | ------------------------------------------------------------------------------------------------- |
|                                         | Coupe UEFA 2001-2002 (Tour de qualification)                                                      |
|                                         | Coupe Intertoto 2001 (1er Tour)                                                                   |
|                                         | Relégation en Segona Divisió                                                                      |
|                                         | T : Tenant du titre 1999-2000 P : Promu en 1999-2000 C : Vainqueur de la Coupe de la Constitution |

#### Matchs
| Résultats (▼dom., ►ext.)                                   | Int | Pri | FCSC | UESJ |
| Inter Club d'Escaldes                                      |     | 2-0 | 2-3  | 0-0  |
| CE Principat                                               | 1-1 |     | 1-1  | 0-1  |
| FC Santa Coloma                                            | 1-0 | 5-0 |      | 1-3  |
| UE Sant Julià                                              | 6-0 | 1-2 | 0-4  |      |
| - Victoire à domicile - Match nul - Victoire à l'extérieur |     |     |      |      |

| Résultats (▼dom., ►ext.)                                   | Dep | Enc | Esc | Lus |
| Deportivo La Massana                                       |     | 2-5 | 0-3 | 1-1 |
| FC Encamp                                                  | 0-0 |     | 1-2 | 1-1 |
| Sporting Club d'Escaldes                                   | 4-1 | 4-1 |     | 0-1 |
| FC Lusitanos                                               | 6-1 | 3-1 | 2-1 |     |
| - Victoire à domicile - Match nul - Victoire à l'extérieur |     |     |     |     |

## Bilan de la saison
| Tableau d'Honneur        |                 |
| Compétition              | Vainqueur       |
| Divisió 1A               | FC Santa Coloma |
| Coupe de la Constitution | FC Santa Coloma |

| Qualifications européennes 2001-2002 |                 |
| Coupe UEFA                           | Qualifiés       |
| Tour de qualification                | FC Santa Coloma |
| Coupe Intertoto                      | Qualifiés       |
| 1er tour                             | UE Sant Julià   |

| Promotions et relégations  |                      |
| Relégués en Segona Divisió | Deportivo La Massana |
| Promus de Segona Divisió   | FC Ranger's          |